# کوبالیاک
کوبالیاک (انگلیسی: Kubalyak) یک شهرک در شهرستان شارانسکی استان باشقیرستان کشور روسیه است.